# Фантастика та футурологія
Фанта́стика та футуроло́гія (пол. Fantastyka i futurologia) — монографія Станіслава Лема про наукову фантастику і футурологію, вперше видана в ПНР у видавництві Wydawnictwo Literackie 1970 року.
Офіційний сайт Лема зазначає, що ця робота несе потрійну функцію: спробу створити теорію жанру наукової фантастики, інтерпретацію власних творів Лема і огляд світової наукової фантастики, що представляє «свого роду лемівську теорію всього — всього, пов'язаного з науковою фантастикою і її роллю в набутті знань людиною».
У книзі Лем гостро критикує сучасну західну наукову фантастику. Як писав Лем, «SF стала вульгарною міфологією технологічної цивілізації. <…> Ця монографія є виразом моєї особистої утопії, моєї туги за кращою SF, яка має бути». У виданні 1972 року Лем дещо пом'якшив критику, зокрема, щодо творів Філіпа К. Діка. Лем зізнався, що його думка про твори Ф. Діка ґрунтувалась на обмеженому числі його книг, причому далеко не найкращих.

## Зміст

### Том 1. Структури
- Передмова
- Введення
- Вступ до другого видання (додано у другому виданні 1972 року та всіх наступних виданнях)
- Ⅰ. Мова літературного твору
- Ⅱ. Світ літературного твору (розділ змінено після другого видання 1972 р.)
- Ⅲ. Структури літературної творчості
- Ⅳ. Від структуралізму до традиціоналізму
- Ⅴ. Соціологія наукової фантастики

### Том 2. Проблемні поля наукової фантастики
- Ⅰ. Катастрофа
- Ⅱ. Роботи і люди
- Ⅲ. Космос і фантастика
- Ⅳ. Метафізика наукової фантастики та футурологія віри
- Ⅴ. Еротика і секс
- Ⅵ. Людина і надлюдина
- Ⅶ. Залишок

Лем писав, що перш ніж продовжити з двома останніми великими темами книги, він хотів коротко зупинитися на великій кількості тем, не порушених у книзі. Декотрі з них, такі як жахи в науковій фантастиці та космічна опера, згадуються лише побіжно. У розділі розглядаються деякі засади «біологічної» фантастики, що мають, на думку Лема, гносеологічне значення, лише коротко торкаючись теми вигаданих мутантів різного типу, від постапокаліптичних до експериментів божевільних науковців.
- Ⅷ. Експеримент з наукової фантастики. Від Бредбері до «Нової хвилі»
- Ⅸ. Утопія і футурологія
- Метафутурологічна кінцівка
- Метафантастична кінцівка